# Macchanger
 Denne artikel bør gennemlæses af en person med fagkendskab for at sikre den faglige korrekthed.

Macchanger er et program for Linux til at se eller ændre en MAC-adresse.
Dette kan være brugbart hvis du skal bruge din MAC-adresse, eller ændre den til fx 00:11:22:33:44:55 i stedet for 00:20:18:61:f1:8a, fordi den er nemmere at arbejde med. Programmet skal dog overholde regler for MAC-adresser så du kan ikke ændre den til fx IM:UB:ER:HA:XO:RZ.

## Eksterne links
- Fra Kommandoen "macchanger --help"

| Tux | Spire Denne Linuxartikel er en spire som bør udbygges. Du er velkommen til at hjælpe Wikipedia ved at udvide den. |